# 祥云镇
祥云镇，是中华人民共和国河南省焦作市温县下辖的一个乡镇级行政单位。

## 行政区划
祥云镇下辖以下地区：
祥云镇村、东南王村、大尚村、喜合村、张寺村、作礼村、薛肇村、王肇村、关肇村、晁肇村、留尚村、古贤村、夏庄村、罗坡底村、苏庄村、阎庄村、赵马村、吴丈村、大玉兰村、南贾村、北贾村、李肇村、太康村、王羊店村、西沟村、王坟村、石渠村和裴岭村。